# 米拉·奈兒
米拉·奈兒（英語：Mira Nair，1957年10月15日—）是一位出生於印度的印度裔女性導演，導演有數部探討印度及美國文化的紀錄片及電影，例如近年作品《同名之人》
，並成立有一間電影製作公司（Mirabai Films
）。目前在紐約哥倫比亞大學擔任助理教授。並以旅居紐約、烏干達等地的經驗進行拍攝，並於烏干達坎帕拉籌建電影學校。
米拉奈兒於印度德里大學修習社會學期間參加劇團並成為演員，後於19歲時獲得獎學金前往美國哈佛大學，起先拍攝紀錄片，直到1988年推出其首部電影 《早安，孟買！》（Salaam Bombay!） （页面存档备份，存于） ，以本片獲得坎城影展專門頒發給發行首部電影的優秀導演之金攝影機獎，同時獲得奧斯卡最佳外語片獎提名及金球獎最佳外語片獎提名。
導演作品有《密西西比馬薩拉》（Mississippi Masala）、《舊愛新歡一家親》（The Perez Family）、《雨季的婚禮》（Monsoon Wedding）、《浮華新世界》（Vanity Fair）、《同名之人》（Namesake）等電影。

## 生平
米拉·奈兒出生於印度奧里薩邦的一個中產家庭，為該家庭中最小的女兒。接受天主教學校的教育，在印度德里大學修習社會學及劇場，此期間並成為一名劇團演員，直到她19歲時（1976年）獲得美國哈佛大學全額獎學金之後到該校繼續修習社會學。在哈佛期間並開始轉向學習拍攝紀錄片，以印度人為其關心的主要題材進行拍攝。
1979年，米拉·奈兒拍攝了首支紀錄片Jama Masjid Street Journal，並以此紀錄片作為她的碩士論文。此後並接續拍了另外三部紀錄片，其間並以India Cabaret(1985年)獲得美國電影節最佳紀錄片獎。
1988年，拍攝首部電影《早安，孟買！》（或譯：街童），片中以真實的街童作為演員。該片獲得該年度的坎城影展金攝影機獎等多項國際獎項。同時也獲得奧斯卡最佳外語片提名、金球獎最佳外語片提名等五項提名。該片為米拉·奈兒與在哈佛認識的劇本作家Sooni Taraporevala合作的電影，而後兩人持續合作數部電影。

## 年表

### 作品年表
導演電影：
1988年：早安，孟買！　Salaam Bombay!
1991年：密西西比馬薩拉　Mississippi Masala　
　　主演：丹佐·華盛頓
1995年：舊愛新歡一家親　The Perez Family
1996年：慾望與智慧　Kama Sutra: A Tale of Love
1998年：我的家國　My Own Country
2001年：雨季的婚禮　Monsoon Wedding
　　本片使米拉·奈兒獲頒威尼斯影展金獅獎，並成為首位獲得該獎項的印度女性導演。
2002年：瘋狂的盲目　Hysterical Blindness
2002年：他們的九一一　11'9'01 Semtember 11 （印度篇）
　　（該片為一部由多部不同導演拍攝的短片集合而成的電影。）
2004年：浮華新世界　Vanity Fair
　　改編自英國諷刺小說浮華世界。
　　主演：瑞絲·薇斯朋
2007年：同名之人　The Namesake
紀錄片：
1979年：Jama Masjid Street Journal
1983年：So Far From India
1985年：India Cabaret
1987年：Children of A Desired Sex
1999年：The Laughing Club of India